# 郭素春
郭素春（1955年12月11日—），臺灣政治人物，連戰辦公室發言人，第二、三屆中國國民黨籍國大代表，及第四、六、七屆中國國民黨籍立法委員。其從政生涯大部分時間擔任北海岸地區民意代表，2001年連任立委（區域）失利，2004年回鍋擔任兩屆立委（全國不分區）。結束立委任期後，雖較少在媒體前露面但並未淡出政壇，2018年接替丁遠超擔任連戰辦公室發言人。

## 生平

### 學歷
郭畢業自美國威廉伍德大學企業管理研究所。

### 從政經過
選舉經歷
第七屆立法委員任期出席紀錄
- 2008年2/1~3/26院會應出席15次，委員會應出席19次，總計34次，缺席21次。
- 2008年4/1~4/30院會應出席4次，委員會應出席13次，總計17次，缺席0次。

## 爭議
- 2009年3月，在立法院針對全台生育率進行質詢時，曾有以下發言：「高水準、高知識、高學歷份子完全不想生小孩，反而是那些知識水準較低的、做工的人，整天閒閒沒事，孩子生了就養，放著閒晃、不然做流浪漢，那些人反而生的孩子越多！」
- 基隆地檢署偵辦97年間海岸巡防總局高層放水、包庇走私案，意外追出私梟林榮賜在走私行徑曝光後，請出國民黨籍立委郭素春「關切」案情。

## 個人生活

### 家庭
丈夫：洪璽曜（曾任國營事業臺鹽實業董事長、國家發展基金會執行長、全國台灣同胞投資企業聯誼會副秘書長、海峽兩岸聯合經貿協會秘書長。）
兒子：洪孟楷（元智大學企業管理學系畢業、美國南加州大學政策計劃發展學院公共政策管理碩士。曾任嘉義市政府秘書、台北縣政府蔡家福副縣長秘書、嘉義市政府文化局局長、行政院江宜樺院長辦公室專門委員。自2016年八月接任國民黨文傳會義務副主委一職。2020年，擊敗尋求連任的呂孫綾，當選新北市第一選舉區立法委員。）